# Vetúria
|  | Per a altres significats, vegeu «Vetúria (tribu)». |

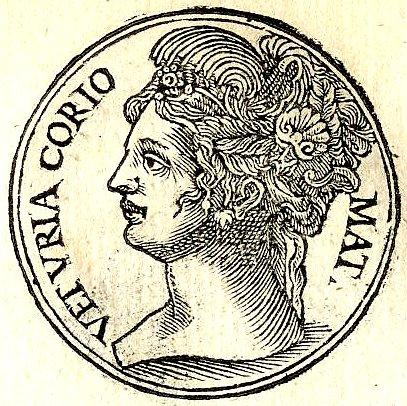
Vetúria, del Promptuarii Iconum Insigniorum

Vetúria matrona romana del segle v aC, que la llegenda historiogràfica fa mare de Gneus Marcius Coriolanus.
La llegenda sosté que quan el seu fill Coriolà amenaçà la ciutat de Roma al comandament d'un exèrcit format pels enemics volscs, Vetúria, acompanyada per la seva nora i muller de Coriolà Volúmnia, va sortir a les portes de la ciutat, es va llançar als peus del seu fill, i li va recriminar pel que estava a punt de fer i suplicar que en desistís. Quan el renegat va veure la seva mare, es va acostar a ella, abraçant-la. Finalment, va ser convençut per ambdues dones perquè cessés en la seva obstinació d'atacar la seva pàtria, i l'exèrcit es va retirar cap al territori volsc.